# La prima neve
La prima neve è un film del 2013 diretto da Andrea Segre.
Il film è stato presentato alla 70ª Mostra internazionale d'arte cinematografica di Venezia.
A due anni dal fortunato esordio con Io sono Li, Segre torna a narrare una storia di immigrazione, confrontandosi nuovamente con solitudini e traumi familiari dell'Italia di provincia, in questo caso illustrando l'amicizia tra un uomo e un bambino diversissimi, ma accomunati da una perdita che per entrambi sembra insuperabile.

## Trama
Il togolese Dani, giunto in Italia dopo aver attraversato il Mediterraneo, è stato destinato con la piccola figlia Fatou, di pochi mesi, in una residenza di una località del Trentino. Da subito viene destinato ad aiutare un anziano che ha un'attività di apicoltura in una zona montana nella Valle dei Mocheni. Siamo all'inizio d'autunno e l'uomo che ama anche scolpire il legno, lavora sodo e s'intende bene con l'anziano Pietro. Non si cura troppo della figlia che però può avvalersi della solidarietà di altri migranti. Si capirà poi che la moglie, incinta di otto mesi, si sentì male durante l'avventuroso attraversamento dalla Libia, morendo poi poco dopo essere sbarcata in Italia e aver dato alla luce la figlia. Dani, che non ha superato il trauma, vede sua moglie nella figlia e questo rinnova in lui una sofferenza che non lo rende capace di aiutarla e darle il suo affetto.
Il nipote di Pietro, Michele, ha undici anni e vive con la mamma con la quale ha un rapporto problematico. Ha perso da poco il padre e non riesce a farsene una ragione risultando inquieto, ribelle e spesso intrattabile.
Grazie al nonno comincia a frequentare Dani che, come lui, soffre ancora per un lutto recente, e con il quale stringe un'amicizia.
Ottenuto il permesso di soggiorno, Dani può anche lasciare l'Italia e raggiungere Parigi dove lo attendono degli amici. È però combattuto su cosa fare della figlia. Decisosi di lasciarla chiede a Pietro, che non è d'accordo ma rispetta la scelta, il favore di accompagnarlo per partire per Parigi. Mentre stanno salendo in auto, lo ferma Michele che gli chiede di seguirlo.
Il bambino porta Dani sul sentiero che avevano sempre evitato e dopo un lungo cammino gli mostra la lapide del padre e gli spiega le tragiche circostanze della sua morte. Travolto da una frana, l'uomo rimase con una gamba immobilizzata e così Michele e la mamma lo lasciarono per chiedere aiuto. Tornati lo ritrovarono morto.
Michele osserva lo splendido panorama montano impreziosito dalla prima neve stagionale e chiede a Dani se porterà Fatou a vederlo. Dani, cui è saltato tutto il programma di viaggio stabilito, stringendosi al bambino risponde di sì.

## Distribuzione
Il film è uscito nelle sale italiane dal 17 ottobre 2013.

## Premi
- Gran Premio Fiction e premio del pubblico - Annecy cinéma italien 2013.[4]
- Premio del pubblico - Sezione Fuori dal Giro - Festival del cinema di Porretta Terme 2014.[5]